# Remlap
Remlap statisztikai település az USA Alabama államában, Blount megyében. Lakosainak száma 2624 fő (2020. április 1.).

## Népesség
A település népességének változása:

| 2020 | 2 624 |